# Projecte Forns i Ninou
Projecte Forns i Ninou (Santa Perpètua de Mogoda, 7 d'agost de 1907 - Gusen, 7 de novembre de 1941) va néixer a la Granja Soldevila de Santa Perpètua de Mogoda, on la seva família treballava juntament amb altres famílies. Amb 4 anys, s'instal·laren a Parets del Vallès on treballà en dues fàbriques diferents. Fou afeccionat al futbol i al teatre. Jugà en el primer equip de futbol que es formà a Parets del Vallès i formà part del grup de teatre d'afeccionats del poble. Es va casar l'any 1932 amb Francesca Roca i Parera i el 1933 va néixer el seu primer fill, Enric Forns. Va tenir un altre fill, però va morir als 15 dies de néixer.
En Projecte va ser un home interessat per la política, va ser membre d'Estat Català i de la Confederació Nacional del Treball i, durant la Segona República Espanyola, arribà a ser regidor del seu poble. En esclatar la guerra civil espanyola l'any 1936 va lluitar al bàndol republicà. Quan Catalunya fou ocupada per l'exèrcit franquista va fugir a França i va anar a parar a un dels camps de refugiats on s'internava els republicans que s'exiliaven.
Quan l'exèrcit alemany envaí França a l'inici de la Segona Guerra Mundial, fou capturat i deportat als Stalags VIII-C i XII-D. Finalment, fou traslladat al camp de concentració de Mauthausen on arribà el 25 de gener de 1941 i se li assignà la matrícula 3.856. El 17 de febrer d'aquell mateix any fou traslladat al camp de concentració de Mauthausen-Gusen, on se li assignà la matrícula 9.896 i on morí el 7 de novembre d'aquell any. Des de l'any 1999 és un dels dos perpetuencs morts a Gussen que dona nom a l'IES Rovira-Forns de Santa Perpètua de Mogoda.